# Fluchtpunkt (Weiss)
Fluchtpunkt ist ein 1962 erschienener Roman von Peter Weiss, der über weite Strecken einem autobiografischen Bericht gleicht, aber auch fiktionale Elemente enthält. Er knüpft inhaltlich an Weiss’ Erzählung Abschied von den Eltern an. Weiss geht in dem Werk seinen Erlebnissen als Emigrant in den Jahren zwischen 1940 und 1947 nach, die vom Kampf um seine Existenz als Künstler geprägt waren.

## Inhalt
„Die erste Hälfte des in 59 Abschnitte gegliederten Romans erzählt vor allem von den Auseinandersetzungen um die Rolle der Kunst und des Künstlers in den Kreisen der schwedischen Emigration; die zweite Hälfte schildert überwiegend die verzweifelten ‚Anpassungsversuche‘ des Ich-Erzählers in der neuen ‚Heimat‘ Schweden.“ Der Bericht stellt dar, wie der Erzähler, „nach längeren Studienaufenthalten in der Schweiz und an der Prager Kunstakademie, im Alter von 24 Jahren in Stockholm eintrifft.“ Dort hat er die Absicht, sich als Künstler „jener Bindungslosigkeit auszusetzen, die Familie und Erziehung ihm bisher verwehrten.“ Während es dem Ich-Erzähler anfangs noch möglich ist, sich mit der antisemitischen Vernichtungspolitik NS-Deutschlands nicht näher auseinanderzusetzen, ändert sich dies angesichts der Nachrichten über die „Endlösung der Judenfrage“ schon bald grundlegend. Er gerät in eine Krise, aus der er sich erst durch eine spontan unternommene Reise nach Paris befreien kann. Diese Reise löst einen ungeheuren „Schock der Freiheit“ in ihm aus. Das neu gewonnene Freiheitsgefühl gelangt am Ende des Berichts in der Erkenntnis zum Ausdruck, „dass ich teilhaben konnte an einem Austausch von Gedanken, der ringsum stattfand, an kein Land gebunden.“

## Literarische Einordnung
Die literarische Bedeutung des Romans und autobiografischen Rechenschaftsberichts Fluchtpunkt liegt in der „rückhaltlose[n] Offenheit“, mit der der Ich-Erzähler aus großer zeitlicher Distanz heraus den Lebensabschnitt rekapituliert, der den Beginn seiner Emigrationsjahre in Schweden markiert. Der Text, der eine „eigentümliche Mittelstellung zwischen Roman und reiner Autobiographie einnimmt“, beendete für Weiss eine Phase monologisch angelegter Prosatexte, wie Arnd Beise unter Verweis auf den Romanschluss konstatierte: „Die Hinwendung zum Dialog [am Ende von Fluchtpunkt] bedeutet die Abwendung von der literarischen Nabelschau der vorangegangenen Erzählung.“
Weiss selbst stand dem veröffentlichten Buch später durchaus mit einiger Skepsis gegenüber. In einem seiner Notizbücher findet sich zu Fluchtpunkt der Satz: „... mehr als eine Aussage über meine Wahnvorstellungen und Verirrungen, was es eigentlich hätte sein sollen, wurde das Buch zu einer Beweisführung meiner vermeintlichen Ausdauer und Stärke und der Folgerichtigkeit meiner Handlungen.“
Dennoch, nachdem Weiss’ eigene Biografie narrativ gebannt schien, zeichnete sich die weitere literarische Tätigkeit des Autors durch eine Verlagerung auf historische Stoffe aus.

## Figuren des Romans und ihre realen Vorbilder
Peter Weiss hat für die meisten literarischen Figuren seines Romans, die reale Personen zum Vorbild haben, nicht deren Realnamen, sondern Pseudonyme eingesetzt. Einige der betreffenden Realnamen lassen sich Weiss’ Kopenhagener Journal bzw. dem Kommentar der Kritischen Ausgabe dieses Journals entnehmen:
- Max Bernsdorf → Max Barth
- Anatol → Endre Nemes
- Hoderer → Max Hodann
- Baahl → Dr. Iwan Bratt, Psychoanalytiker
- Edna → Helga Henschen, Malerin und Bildhauerin, verheiratet mit Weiss von 1943 bis 1947
- Hieronymus → Erik Heinertz, aus der Schweiz stammender Nationalökonom und Maler
- Cora → Carlota Dethorey, verheiratet mit Weiss kurzzeitig in 1949